# We're Only in It for the Money
We're Only in It for the Money — альбом Френка Заппи з гуртом The Mothers of Invention 1968 року. Альбом піднімався на 30-е місце в хіт-параді Billboard; посідає 296-е місце у Списку 500 найкращих альбомів усіх часів за версією журналу Rolling Stone.
We're Only in It for the Money насичений сатирою на хіпі та літо кохання (англ. Summer of Love). Композиція «Flower Punk» є пародією на пісню «Hey Joe» (відому, зокрема, у виконанні Джимі Хендрікса).

## Список композицій
1. Are You Hung Up? — 1:25
2. Who Needs the Peace Corps? — 2:34
3. Concentration Moon — 2:22
4. Mom and Dad — 2:16
5. Telephone Conversation — 0:49
6. Bow Tie Daddy — 0:33
7. Harry, You're a Beast — 1:21
8. What's the Ugliest Part of Your Body? — 1:03
9. Absolutely Free — 3:24
10. Flower Punk — 3:03
11. Hot Poop — 0:26
12. Nasal Retentive Calliope Music — 2:02
13. Let's Make the Water Turn Black — 2:01
14. The Idiot Bastard Son — 3:18
15. Lonely Little Girl — 1:09
16. Take Your Clothes Off When You Dance — 1:32
17. What's the Ugliest Part of Your Body? (reprise) — 1:02
18. Mother People — 2:26
19. The Chrome Plated Megaphone of Destiny — 6:26